# Лили (Џорџија)
Лили (Џорџија) (енгл. Lilly) град је у америчкој савезној држави Џорџија. По попису становништва из 2010. у њему је живело 213 становника.

## Демографија
Према попису становништва из 2010. у граду је живело 213 становника, што је 8 (3,6%) становника мање него 2000. године.
| Група             | 2000.       | 2010.       |
| Белци             | 116 (52,5%) | 100 (46,9%) |
| Афроамериканци    | 96 (43,4%)  | 107 (50,2%) |
| Азијати           | 1 (0,5%)    | 0 (0,0%)    |
| Хиспаноамериканци | 7 (3,2%)    | 4 (1,9%)    |
| Укупно            | 221         | 213         |